# Phragmatobia melitensis
Phragmatobia melitensis là một loài bướm đêm thuộc phân họ Arctiinae, họ Erebidae.